# Cmentarz ewangelicki w Popowie
Cmentarz ewangelicki – dawny cmentarz ewangelicki zlokalizowany w centrum Popowa (powiat szamotulski), bezpośrednio przy drodze wojewódzkiej nr 150. 

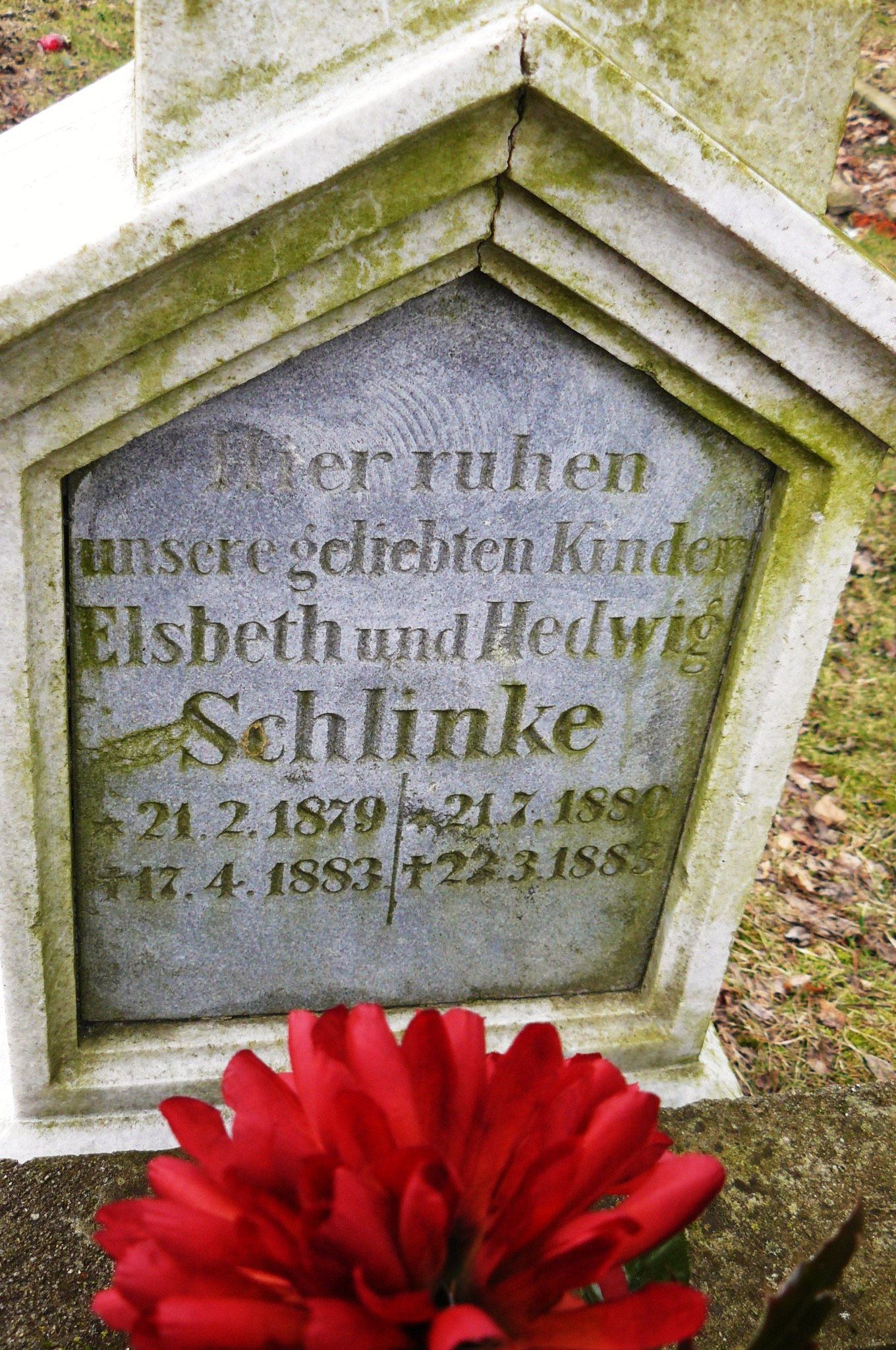
Jeden z grobów dziecięcych z 1883

Wieś została zasiedlona przez osadników olęderskich w 1708 i do 1945 dominowało tu wyznanie ewangelickie. Nekropolię założono wraz z osadą w 1708 i działała ona aż do 1944, od kiedy to popadła w zaniedbanie i nie była wykorzystywana przez katolików (służyła nawet jako dzikie wysypisko śmieci). Od kwietnia do października 2010 przeprowadzono ekshumacje, teren uporządkowano (wywieziono 60 ton odpadów), a z ocalałych nagrobków stworzono lapidarium. Inicjatorem prac było Towarzystwo Miłośników Ziemi Wronieckiej, a prace wykonali w ramach wolontariatu mieszkańcy Popowa i gminy Wronki, w tym harcerze. Wsparcia udzielił samorząd terytorialny i lokalny biznes. 2 października 2010 odprawiono tu nabożeństwo ekumeniczne (ks. Maciej Kubiak i ks. Tadeusz Raszyk), a cmentarz został oddany w opiekę miejscowemu sołectwu. 
Na cmentarzu znajdują się nagrobki odnalezione podczas prac porządkowych, datowane na lata 1880–1937. Szczególnie dużo grobów dziecięcych pochodzi z 1883, co świadczy, że w tym roku wieś nawiedziła jakaś epidemia groźna dla dzieci. Dawniej nekropolia była ogrodzona płotem, część grobów posiadała metalowe ogrodzenia, a pomniki wykonano z marmuru, granitu i piaskowca.